# Elvis (NBC TV Special)
Elvis NBC TV Special foi um especial de TV e o nome do disco desse referido especial. Foi ao ar em 3 de dezembro sendo aclamado por crítica e público.
O especial é normalmente referido como '68 Comeback Special, devido aos desenvolvimentos subsequentes na carreira de Elvis Presley, mas o álbum da trilha sonora foi lançada apenas como NBC TV Special. Foi dirigido por Steve Binder e produzido por Binder e Bones Howe.
Muitos afirmam que esse momento foi uma espécie de continuação de uma volta triunfal de Elvis Presley, que teve início no começo de 1967 com o lançamento do disco How Great Thou Art. Elvis, que além de participar desse antológico momento como protagonista, também ajudou a produzí-lo, dando várias dicas, como pode ser ouvido nos inúmeros discos piratas lançados nos últimos anos. Três canções inéditas foram feitas exclusivamente para esse especial, "Memories", "If I Can Dream" e "Saved", a segunda, é considerada uma das letras mais bonitas de toda a sua carreira. E mais quatro canções foram interpretadas por Elvis pela primeira vez, "Baby, What You Want Me To Do", "Up Above My Head", "Nothingville" e "Tiger Man" (lançada no disco Elvis Sings Flaming Star).
Já é classificado como o primeiro acústico da história registrado em vídeo. Neste especial, que foi ao ar poucos meses depois da morte de Martin Luther King, assassinado em abril na cidade de Memphis, e por isso mesmo no auge do racismo, Elvis apareceu ao lado do grupo vocal feminino chamado "The Blossoms", grupo que era composto por três mulheres negras (Fanita James, Jean King, Darlene Love) no horário nobre, fato que causou uma grande polêmica.

## Faixas
- Trouble/Guitar Man (3:17)
- Lawdy, Miss Clawdy (1:50)
- Baby, What You Want Me To Do (0:44)
- Heartbreak Hotel/Hound Dog/All Shook Up (4:04)
- Can't Help Falling In Love (2:06)
- Jailhouse Rock (1:54)
- Love Me Tender (3:11)
- Where Could I Go But To The Lord/Up Above My Head/Saved (5:42)
- Blue Christmas (2:34)
- One Night (2:22)
- Memories (2:20)
- Nothingville/Big Boss Man/Guitar Man/Little Egypt/Trouble/Guitar Man (6:24)
- If I Can Dream (3:09)

## Charts
| Críticas profissionais | Críticas profissionais |
| Avaliações da crítica  | Avaliações da crítica  |
| Fonte                  | Avaliação              |
| ---------------------- | ---------------------- |
| AMG                    | 4.5 de 5 estrelas.     |

- EUA - 8º - Billboard Pop - 1968
- Inglaterra - 2º - NME - 1969

## Músicos
- Elvis Presley: Vocal
- Tommy Tedesco: Guitarra
- Mike Deasy: Guitarra
- Al Casey: Guitarra
- Larry Knechtal: Baixo e Teclado
- Charles Berghofer: Baixo
- Don Randi: Piano
- Hal Blaine: Bateria
- John Cyr: Percussão
- Elliot Franks: Percussão
- Frank DeVito: Bongôs
- Tommy Morgan: Harmônica
- The Blossoms: Vocais
- Billy Goldenberg e Orquestra da NBC

## Televisão

### Sinopse
Especial de televisão que marcou a volta de Elvis a televisão depois de 8 anos, é considerado um dos melhores momentos da carreira de Elvis, aclamado por crítica e público.

### Músicos
- Elvis Presley: Voz, Guitarra e Violão
- Scotty Moore: Guitarra
- Charlie Hodge: Guitarra
- D.J Fontana: Percussão
- Alan Fortas: Percussão
- Lance Legault: Tamborim
- Billy Goldenberg e Orquestra da NBC;

### Ficha técnica
- Data e Local da Gravação: NBC Studios, Burbank, Califórnia: 27 a  30 de Junho de 1968;
- Data da Transmissão: 3 de dezembro de 1968;
- Direção: Steve Binder;
- Produção, Arranjos e Supervisão Musical: Bones Howe, Earl Brown e Elvis Presley;

### Canções
Comeback (1968)
Trouble/Guitar Man; Lawdy, Miss Clawdy; Baby What You Want Me To Do; Heartbreak Hotel/Hound Dog/All Shook Up; Can´t help Falling In Love; Jailhouse Rock; Love Me Tender; Where Could I Go But To The Lord/Up Above My Head/Saved; Blue Christmas; One Night; Memories; Nothingville/Big Boss Man/Guitar Man/Little Egypt/Trouble/Guitar Man; If I Can Dream;
One Night With You (Comeback)
1° Show - That's All Right; Heartbreak Hotel; Love Me; Blue Suede Shoes; Baby What You Want Me To Do; Lawdy Miss Clawdy; Are You Lonesome Tonight?; When My Blue Moon Turns To Gold Again; Blue Christmas; Tryin' To Get To You; One Night; Baby What You Want Me To Do;
2º Show - Heartbreak Hotel; That's All Right; Baby What You Want Me To Do; Blue Suede Shoes; One Night; Love Me; Lawdy Miss Clawdy; Santa Claus Is Back In Town; Blue Christmas; Tiger Man; When My Blue Moon Turns To Gold Again; Memories;

## Informações adicionais
Em 2004 foi lançado o "68 Comeback Special - Deluxe Edition", uma caixa com 3 DVD's totalizando 7 horas de imagens raras e inéditas, todo o som e as imagens restauradas em 5.1 canais de áudio. Era tido como certo que tudo que foi gravado estava nesses discos, no entanto, isso foi desmentido com o lançamento em 2006 de outro DVD com algumas cenas inéditas, que, segundo a EPE (Elvis Presley Enterprises), foram "achadas" recentemente.